# 雜色美洲鱥
雜色美洲鱥（學名：Notropis texanus）為輻鰭魚綱鯉形目雅羅魚科的其中一種，分布於北美洲美國密西西比河流域從明尼蘇達州南方、南達科他州南方至密蘇里州與堪薩斯州南部流域，本魚呈長橢圓形且側扁，眼大、口近下位，體側一條寬闊的深色縱帶，尾鰭底部有一個黑點，臀鰭鰭條常有深色色素，側線系統完全有孔，34-36個側線鱗片，並且向前稍微彎曲，背部呈橄欖黃，腹部銀白色，體長可達8.6公分，棲息在植被生長、水流快速的溪流，白天活動，以小型無脊椎動物和有機碎屑為食，繁殖期在3至9月，壽命約3年。